# Рангел Геровски
Рангел Иванов Геровски е български състезател по борба класически стил.

## Биография
Роден е в Карлово на 15 януари 1959 година.
През 1981 година става европейски шампион в категория до 120 кг, през 1985 и 1990 е сребърен медалист, а през 1987 е бронзов медалист. През 1982 година става носител на златния пояс на Никола Петров. На летните олимпийски игри в Сеул през 1988 година печели сребърен медал по борба до 130 кг. През 1999 година Геровски участва във филма Данъ Коловъ - царят на кеча в ролята на Големия Джеф.
Умира при инцидент по време на риболов в София на 26 април 2004 година. При замятане на въдицата закача далекопровод и получава електрически удар. Малко по-късно умира в болницата.